# Тайлър Бейтс
Тайлър Бейтс (на английски: Tyler Bates) е музикален продуцент, филмов композитор и китарист.
В началото на 1990-те години основава група „Пет“ заедно с Лиза Папино. Сключват договор със звукозаписната компания „Атлантик Рекърдс“ и правят турнета в САЩ с „Лимп Бизкит“, „Блинк 182“, „Хелмет“ и „Лушъс Джаксън“. По-късно тяхна песен се изпълнява във филма „Гарванът: Град на ангели“ (1996). Бейтс участва като китарист в продукцията на албуми на „Вас“ и „Бийсти Бойс“. В края на 1997 година напуска групата и се посвещава на писане на филмова музика.

## Избрана филмография
- „Джон Уик“ (2014)
- „Пазители на Галактиката“ (2014)
- „Sucker Punch: Измислен свят“ (2011)
- „Хелоуин 2“ (2009)
- „Денят, в който Земята спря“ (2008)
- „Хелоуин“ (2007)
- „300“ (2006)
- „Виж страха“ (2006)
- „Зората на мъртвите“ (2004)
- „Мъртъв и половина“ (2002)
- „Каубои и идиоти“ (2002)
- „Лош късмет“ (2001)